# Bujingai
Bujingai (武刃街), também conhecido como Bujingai: The Forsaken City e Bujingai: Swordmaster é um jogo de videogame japonês produzido pelas empresas Taito Corporation e Red Entertainment. Foi lançado para PlayStation 2 em 2003 no Japão e em 2004 nos Estados Unidos e Europa.
O jogo segue o estilo ação em terceira pessoa, sendo parecido com Ninja Gaiden, Soul Calibur Legends e Devil May Cry.
O protagonista do jogo, Lau Wong, foi inspirado no cantor e ator Gackt, que empresta sua voz ao personagem, além de também ter ajudado na produção do game em outras áreas, como no processo de motion capture e na produção do roteiro. A cantora Maaya Sakamoto também participou do game dublando a personagem Yohfa. Já o antagonista, Lei, foi dublado pelo ator Kōichi Yamadera.